# 帝王蠑螺
帝王蠑螺（学名：Turbo imperialis）是一种生活在海洋里的蝾螺科腹足纲软体动物。其种加词“imperialis”意为“帝王的”。